# Lygosoma lineolatum
Lygosoma lineolatum là một loài thằn lằn trong họ Scincidae. Loài này được Stolizcka mô tả khoa học đầu tiên năm 1870.